# Episodi di Metropolitan Police (quindicesima stagione)
La quindicesima stagione della serie televisiva Metropolitan Police è stata trasmessa in anteprima nel Regno Unito dalla Independent Television tra il 7 gennaio 1999 e il 31 dicembre 1999.
| nº | Titolo originale              | Titolo italiano | Prima TV UK       | Prima TV Italia |
| -- | ----------------------------- | --------------- | ----------------- | --------------- |
| 1  | Long Term Investment          |                 | 7 gennaio 1999    |                 |
| 2  | Chasing Shadows               |                 | 14 gennaio 1999   |                 |
| 3  | Follow Through                |                 | 21 gennaio 1999   |                 |
| 4  | Walking on Water              |                 | 26 gennaio 1999   |                 |
| 5  | The Wrong Horse               |                 | 28 gennaio 1999   |                 |
| 6  | No Love Lost                  |                 | 2 febbraio 1999   |                 |
| 7  | Pond Life                     |                 | 4 febbraio 1999   |                 |
| 8  | Murder, What Murder?          |                 | 9 febbraio 1999   |                 |
| 9  | Age of Chivalry               |                 | 11 febbraio 1999  |                 |
| 10 | Slinging Mud                  |                 | 18 febbraio 1999  |                 |
| 11 | Under Duress                  |                 | 23 febbraio 1999  |                 |
| 12 | Sleeping with the Enemy       |                 | 25 febbraio 1999  |                 |
| 13 | Badlands                      |                 | 2 marzo 1999      |                 |
| 14 | Eyes Everywhere               |                 | 4 marzo 1999      |                 |
| 15 | Yesterday's Hero              |                 | 18 marzo 1999     |                 |
| 16 | On Air                        |                 | 23 marzo 1999     |                 |
| 17 | To Catch a Cobra              |                 | 25 marzo 1999     |                 |
| 18 | Weekends Are for Wimps        |                 | 30 marzo 1999     |                 |
| 19 | Piggy in the Middle           |                 | 1º aprile 1999    |                 |
| 20 | Sex, Lies and Videotape       |                 | 6 aprile 1999     |                 |
| 21 | Out and About                 |                 | 8 aprile 1999     |                 |
| 22 | Kiss Chase                    |                 | 13 aprile 1999    |                 |
| 23 | On the Road                   |                 | 15 aprile 1999    |                 |
| 24 | Pressure Point                |                 | 20 aprile 1999    |                 |
| 25 | Look Away Now                 |                 | 22 aprile 1999    |                 |
| 26 | A Question of Trust (Part 1)  |                 | 27 aprile 1999    |                 |
| 27 | A Question of Trust (Part 2)  |                 | 29 aprile 1999    |                 |
| 28 | True Lies                     |                 | 4 maggio 1999     |                 |
| 29 | Back to Basics                |                 | 6 maggio 1999     |                 |
| 30 | Makeover                      |                 | 11 maggio 1999    |                 |
| 31 | Tinderbox                     |                 | 18 maggio 1999    |                 |
| 32 | Set-Up                        |                 | 25 maggio 1999    |                 |
| 33 | Lone Ranger                   |                 | 1º giugno 1999    |                 |
| 34 | Old Flame                     |                 | 8 giugno 1999     |                 |
| 35 | Push It                       |                 | 15 giugno 1999    |                 |
| 36 | Kiss Off                      |                 | 22 giugno 1999    |                 |
| 37 | Foreign Body                  |                 | 24 giugno 1999    |                 |
| 38 | Borderline                    |                 | 29 giugno 1999    |                 |
| 39 | Confessions of a Zoo Keeper   |                 | 1º luglio 1999    |                 |
| 40 | Pillow Talk                   |                 | 6 luglio 1999     |                 |
| 41 | Heavy Plant Crossing          |                 | 8 luglio 1999     |                 |
| 42 | Good Relations                |                 | 13 luglio 1999    |                 |
| 43 | Big Fish                      |                 | 15 luglio 1999    |                 |
| 44 | Taxed                         |                 | 20 luglio 1999    |                 |
| 45 | Cracked Up                    |                 | 22 luglio 1999    |                 |
| 46 | Wedded Bliss                  |                 | 27 luglio 1999    |                 |
| 47 | Lucky Jim                     |                 | 29 luglio 1999    |                 |
| 48 | Screwdriver                   |                 | 3 agosto 1999     |                 |
| 49 | Inside Out                    |                 | 5 agosto 1999     |                 |
| 50 | Critical Mass                 |                 | 10 agosto 1999    |                 |
| 51 | Ring-a-Ring O'Roses           |                 | 12 agosto 1999    |                 |
| 52 | The Only Way Is Up            |                 | 17 agosto 1999    |                 |
| 53 | Rock Bottom                   |                 | 24 agosto 1999    |                 |
| 54 | Sun Hill Boulevard            |                 | 31 agosto 1999    |                 |
| 55 | Lola                          |                 | 1º settembre 1999 |                 |
| 56 | Integrity (Part 1)            |                 | 16 settembre 1999 |                 |
| 57 | Integrity (Part 2)            |                 | 19 settembre 1999 |                 |
| 58 | Cold Calling                  |                 | 21 settembre 1999 |                 |
| 59 | Millennium                    |                 | 23 settembre 1999 |                 |
| 60 | The Three Sergeants           |                 | 28 settembre 1999 |                 |
| 61 | Trade Off                     |                 | 30 settembre 1999 |                 |
| 62 | Treading Water                |                 | 5 ottobre 1999    |                 |
| 63 | Look Again                    |                 | 7 ottobre 1999    |                 |
| 64 | Love and War (Part 1)         |                 | 12 ottobre 1999   |                 |
| 65 | Love and War (Part 2)         |                 | 14 ottobre 1999   |                 |
| 66 | Hot Money                     |                 | 19 ottobre 1999   |                 |
| 67 | Crash Landing                 |                 | 21 ottobre 1999   |                 |
| 68 | Father's Day                  |                 | 28 ottobre 1999   |                 |
| 69 | Sweet Sixteen                 |                 | 2 novembre 1999   |                 |
| 70 | Denial                        |                 | 4 novembre 1999   |                 |
| 71 | Walking the Line              |                 | 9 novembre 1999   |                 |
| 72 | Cover Stories                 |                 | 16 novembre 1999  |                 |
| 73 | Security                      |                 | 18 novembre 1999  |                 |
| 74 | Up in Smoke (Part 1)          |                 | 23 novembre 1999  |                 |
| 75 | Up in Smoke (Part 2)          |                 | 25 novembre 1999  |                 |
| 76 | Homework                      |                 | 30 novembre 1999  |                 |
| 77 | Knowing You                   |                 | 2 dicembre 1999   |                 |
| 78 | Consumers                     |                 | 7 dicembre 1999   |                 |
| 79 | Lock In                       |                 | 9 dicembre 1999   |                 |
| 80 | Money for Nothing             |                 | 14 dicembre 1999  |                 |
| 81 | A Night to Forget             |                 | 15 dicembre 1999  |                 |
| 82 | A Day to Remember             |                 | 16 dicembre 1999  |                 |
| 83 | Judgement Day                 |                 | 21 dicembre 1999  |                 |
| 84 | Haunted                       |                 | 23 dicembre 1999  |                 |
| 85 | When the Snow Lay Round About |                 | 24 dicembre 1999  |                 |
| 86 | Blowing It All Away           |                 | 30 dicembre 1999  |                 |
| 87 | All Change                    |                 | 31 dicembre 1999  |                 |